# Кавички
Кавичките („ “) са препинателен знак, чиято основна функция е разграничаването на чуждата реч или неизвестните, странични спрямо контекста, названия на обекти. Те са двоен знак; поставят се от двете страни на думата или израза, към който се отнасят.

## Употреба
Кавички се употребяват в следните ситуации:
- за ограждане на собствени имена в приложения, които са словосъчетания от нарицателно и собствено име или съдържат само собственото име (или част от него); нарицателното име може да е и с инициали, а собственото да е групово съкращение.[1][2] Примери:
  - „Под игото“ е роман шедьовър, повестта „Немили-недраги“, Кисимов рецитира „Опълченците на Шипка“, лекцията е „Огледални антени“, картината „Мона Лиза“, скулптурата „Венера Милоска“, филмът „Време разделно“, поемата „Кървава песен“, спектакълът „Звук и светлина“, „Шоуто на Слави“, турне „Ръгай чушки в боба“ на „Ку-Ку“, концерт-спектакъл „Има такъв народ“, фестивал „Аполония“, група „Бийтълс“, вестник „24 часа“, списание „Космос“, Паисий завършва „Историята“ си през 1762 г.;
  - площад „Александър Стамболийски“, булевардът е „Велики Преслав“, улица „Силистра“, движа се по „Съединение“ (улица), жилищен комплекс „Херсон“, район „Средец“, квартал „Дивдядово“, Алеи „Възраждане“, автомагистрала „Хемус“;
  - православен храм „Свети Три Светители“, църква „Свети Георги“, паметник „Създатели на българската държава“, читалище „Напредък“, музей „Орсе“, зала „Арена Шумен“, стадион „Георги Бенковски“;
  - парк „Кьошковете“, резерват „Патлейна“;
  - язовир „Тича“, „Искър“ е голям язовир;
  - ураганът „Катрина“, циклонът „Виктория“;[3]
  - ресторант „Зелена градина“, сладкарница „Розалия“, бистро „Готи“, закусвалня „Руше“, бар „Наздраве“, дискотека „Колизеум“;
  - хотел „Адмирал“, почивна станция „Глория“, къмпинг „Простор“, вила „Сирена“, хижа „Момчил юнак“, лагер „Свобода“, къща за гости „Марина ливада“;
  - телевизия „Диема“, Драматично-куклен театър „Васил Друмев“, кино „Арена“, художествена галерия „Елена Карамихайлова“;
  - образователна област „Технически науки“, научно направление „Комуникационна и компютърна техника“, научна специалност „Електродинамика и антенно-фидерни устройства“;
  - университета „Харвард“, катедра „Радиолокация“, училище „Панайот Волов“, школа „Европа“;
  - купих автомобил и избрах „Опел“, колата е „Форд“, корабът беше „Метеор“, самолет „МиГ-41“, велосипед „Алсион“, часовници „Омега“;
  - компютър „Интел“, телефон „Редми“, климатици „Мицубиши“, обувки „Булдозер“, шоколад „Своге“, сапун „Бочко“;
  - компанията „Фейсбук“, фирмата „Сони“, завод „Модул“, магазин „Кауфланд“, „Булгаргаз“ ЕАД, „Главболгарстрой“ АД, хипермаркет „Булмаг“, верига магазини „Технополис“, издателство „Софтпрес“;
  - конят е порода „Мустанг“, а не Арабска порода;
  - „Мерло“ е сорт грозде,[3] вино „Отел“, ябълката „Златна превъзходна“.
- за ограждане на собствени имена в приложения, които са съставни собствени имена – словосъчетания от нарицателно и собствено име, например: СОУ „Йоан Екзарх Български“, Институт по отбрана „Проф. Цветан Лазаров“, Народно читалище „Добри Войников – 1856“, Национален стадион „Васил Левски“ или Национална библиотека „Св. св. Кирил и Методий“, Софийски университет „Св. Климент Охридски“, Държавна агенция „Архиви“, Държавен фонд „Земеделие“, Национален дарителски фонд „13 века България“[1]
- при пряка реч:[1] „Дали да ѝ кажа истината“ – чудех се аз
- при цитиране на чужда реч:[1] Луи XIV е казал „Държавата – това съм аз!“.
- за изразяване на ирония или недоверие: Казаха, че заплатите щели да бъдат „големи“; Абонати получават обаждания с „шеги“[1].

Непознати думи и изрази, както и термини, които разясняват в рамките на същото изречение, могат или да се поставят в кавички, или да се изписват с друг шрифт или в курсив.
Не се поставят двойни отварящи или затварящи кавички, ако се натрупват, когато текстът в кавички съдържа в началото или края си друг текст в кавички, например собствено име или цитат в друг цитат:
„Война и мир“ е явление в световната литература“, четем в рецензията на романа.
Григор Димитров заяви: „Готов съм за „Ролан Гарос“.
улици „Алеи Възраждане“ и „Алея Роза“ (Русе).
Не се използват кавички при:
- названията на географски, топографски или астрономически обекти:[3] мъглявина Андромеда, съзвездие Орион, планета Земя, континент Европа, Океан на бурите, Море Лàптеви, Земя Адели, бряг Клари, проток Дрейк, заливът Акаба, лагуна Гленрок, държавата България, провинция Галия, ивицата Газа, област Русе, община Шумен, град Бяла, село Климентово, курортен комплекс Св. св. Константин и Елена, Банка махала, река Янтра, Беленският мост, водопад Дяволското гърло, езеро Борово око, остров Свети Иван, полуостров Урдовиза, нос Калиакра, планината Родопи, връх Шипка, пещера Леденика, местността Червенка;
- библиографско описание на заглавия на книги, сборници, дисертации, автореферати, статии, доклади и рецензии;[1]
- заглавия на книги, беседи, лекции, речи, дисертации, конкурси, концерти, филми, оперни и театрални представления, шоу спектакли и др. поради специфично графично оформяне;[1]
- инициални съкращения на кирилица и латиница[1]: телевизия БТВ, автомобил FIAT, Главна дирекция ГРАО, холдинг БДЖ, служба КОС, отдел ЗД, бензиностанция OMV, верига ресторанти KFC;
- собствени имена, които са словосъчетания, съдържащи нарицателно име: Това е Арденски кон, а другият е Арабска порода, Добруджански квартал, Томбул джамия;
- собствени имена, изписани с некирилски символи или съдържащи цифри[1]: вокалист на Deep Purple, агенция Moody’s, шоколад Milka, масло President, раница Eastpak, камион Volvo, бира Velkopopovický Kozel, застрахователна компания Allianz, фирма Canon Group, група µ, Клуб 703, Автомагистрала А2, Европейски път Е772;
- названията на специалности и професионални направления, когато не са придружени от категоризираща дума (с малка буква): Завършил съм радиоелектроника във ВВУАПВО „Панайот Волов“.[4]; Бакалавърската му специалност е от общо инженерство.[5];
- названията на учебните предмети и дисциплини (с малка буква): частни уроци по математика, часове по физика, занятията по антенно-фидерна и микровълнова техника, лекции по оптоелектроника и оптични комуникации, оценки по електромагнитна съвместимост, тест по техническо документиране;
- имена на предимно небългарски културни обекти, когато са употребени без категоризираща дума (предшестващо съществително нарицателно): Лувърът, Лидо, Мулен Руж, Нотр Дам, Шанз Елизе, Ермитажът, Сорбоната, Ковънт Гардън, Ла Скала;
- наименования на дейности, методи и събития, наречени на собствени имена: мемориал Алехин, експерименти Милър – Юри, палеомагнитен екскурс Лашамп – Каргаполово, стил Фосбъри;
- лексикализираните названия на търговски марки: Продадох изгодно старата си лада.;
- цитиране на стихове, оформени като отделен абзац:

В друго стихотворение обаче се казва, че нощите са не само време за неусетно гаснене.
При изписване на името на радио няма единно мнение за използването на кавички. Официалният правописен речник БЕРОН на Института за български език при БАН регламентира поставянето на собственото име в кавички: радио „Романтика“. Според служба „Езикови справки и консултации“, поддържана от Секцията за съвременен български език, не се поставят кавички: Радио Ватикана. Съгласно информация, проверена според източника в официални издания на ИБЕ при БАН, които са меродавни, собственото име трябва да е в кавички: Радио „Стара Загора“.

## История
Кавичките се появяват (в писмените текстове) в Европа най-напред около 1450 г., но и след това е трябвало да минат още няколко столетия, докато се наложат. Те са наследник на т.нар. diplé (от гр. „двоен“ съобразно двете черти на знака >), с чиято помощ най-напред в полето на античните гръцки ръкописи е било отбелязвано началото на новите абзаци, а от VII в., макар и не особено последователно, в средновековните ръкописи – цитатите от Библията (други ръкописни знаци, употребявани със същата цел, са били: V, Y, 7 или s). Като препинателни знаци за (отварящи и затварящи) кавички в пунктуацията на българския език е възприет немският тип символи: напр. „кавички“ – „Anführungszeichen“ (т.е.: „...“); за разлика от френския: «guillemets», възприет също в руския (т.е.: «...»); и от английския: “quotes” (т.е.: “...”).

## В логиката
В символните езици на модерната логика кавичките се използват за образуване на имена на поставените в тях изрази, т.е. за образуване на „знаци за знаци“. Съответно поставените в кавички изрази се „споменават“ (mention), а не се „употребяват“ (use), а изреченията, в които се случва това, принадлежат към метаезика, а не към обектния език, част от който е въпросният израз. (Напр. „‘Сократ’ е собствено име“ е метаезиково изречение, за разлика от обектноезиковото „Сократ е древногръцки философ“.)

## Кодови таблици
В уникод знакът „ има код U+201E (Alt + 0132). В уникод знакът “ има код U+201C (Alt + 0147).